# Metrô de Goiânia
Die Metrô de Goiânia, ist ein Zukunftsprojekt für den Aufbau eines tragfähigen Nahverkehrssystems in der brasilianischen Großstadt Goiânia. Mit einer geplanten Streckenlänge von  15 km und 18 Stationen ist die Linha Norte-Sul (Nord-Süd) mit oberirdischer Streckenführung im ersten Teilstück von 8,4 km geplant. Dies soll ausgehen vom Bahnhof Perimetral/Cruzeiro do Sul und nach Vila Brasília/Aparecida de Goiânia führen. Später soll die Strecke dann weiter zum Busbahnhof und im Zentrum der Stadt bis Jardim Curitiba gehen. Hier ist auch wegen des starken Verkehrs eine unterirdische Bauweise geplant.  Zusätzlich sollen 5 Stationen direkt mit Bussystemen verbunden werden.

## Streckenübersicht
| Linie    | Start/Ende                        | Einweihung | Länge (km) | Bahnhöfe | Reisedauer (min) | Betriebszeiten |
| -------- | --------------------------------- | ---------- | ---------- | -------- | ---------------- | -------------- |
| Nord-Süd | Perimetral ↔ Aparecida de Goiânia | ---        | 15         | 18       | ---              | In Planung     |